# Fiat Hispania
Fiat Hispania SA était la filiale espagnole du constructeur italien Fiat SpA. La société a été créée le 14 août 1919 à Madrid, en Espagne.

## Histoire

### Les débuts
La société a été créée avec un capital de 500.000 pesetas, se funda el 14 de agosto de 1919 en Madrid sous le nom de Fiat Hispania, pour une durée de 67 ans.
En 1920, Fiat SpA tente en vain de construire une usine pour la production d'automobiles en Espagne.
En 1919, année de la création de la société, 159 voitures Fiat et véhicules utilitaires sont importés d'Italie et ce chiffre passe à 1.198 unités en 1920. Fiat se classe alors à la quatrième place dans les immatriculations du marché espagnol après Ford, Citroën et Chevrolet.
En 1922, le journal El Sol de Madrid annonce, à la surprise générale, que toutes les voitures Fiat exposées sur le stand de l'Exposition Internationale de l'Automobile de Barcelone avaient été vendues durant les deux premiers jours de l'exposition.
Les publicités Fiat durant les années 1920, 1921 et 1922 confirment que les ventes ont été de 1.853 voitures en Espagne chaque année.
En 1926, la gamme Fiat en Espagne comprenait cinq modèles pour un total de 22 versions : les Fiat 509, Fiat 503, Fiat 507, Fiat 512 et Fiat 519. Pour le Motor Show de l'année, la société Fiat Hispania a réservé un énorme stand luxueusement décoré, le plus grand de l'exposition espagnole.
Entre 1925 et 1935, les ventes d'automobiles Fiat représentaient 10 % des immatriculations sur le marché espagnol.

#### Le Salon de l'Automobile 1924
En 1924, le Salon de l'Automobile espagnol se déroula dans le Palais des glace de Madrid, le Palacio de Hielo y del Automóvil. Fiat Hispania y avait réservé un stand gigantesque et luxueuxeusement décoré où étaient exposés plusieurs nouveaux modèles : les Fiat 501, Fiat 502, Fiat 505, Fiat 510, Fiat 519 dans toutes les versions Torpedo, Torpedo sport, spyder, coupé et berline.
Le 10 mai 1924, jour de l'ouverture de l'exposition, le roi Alphonse XIII d'Espagne a visité longuement le stand de Fiat Hispania, louant avec enthousiasme les modèles Fiat présentés. Le roi était accompagné de Don Camilo Calamari, ingénieur et chef de la direction de Fiat Hispania et le Cavagliere Maccario, conseiller de l'ambassade d'Italie en Espagne. La marque a vendu toutes ses voitures le jour de l'ouverture du Salon.

### Hispano

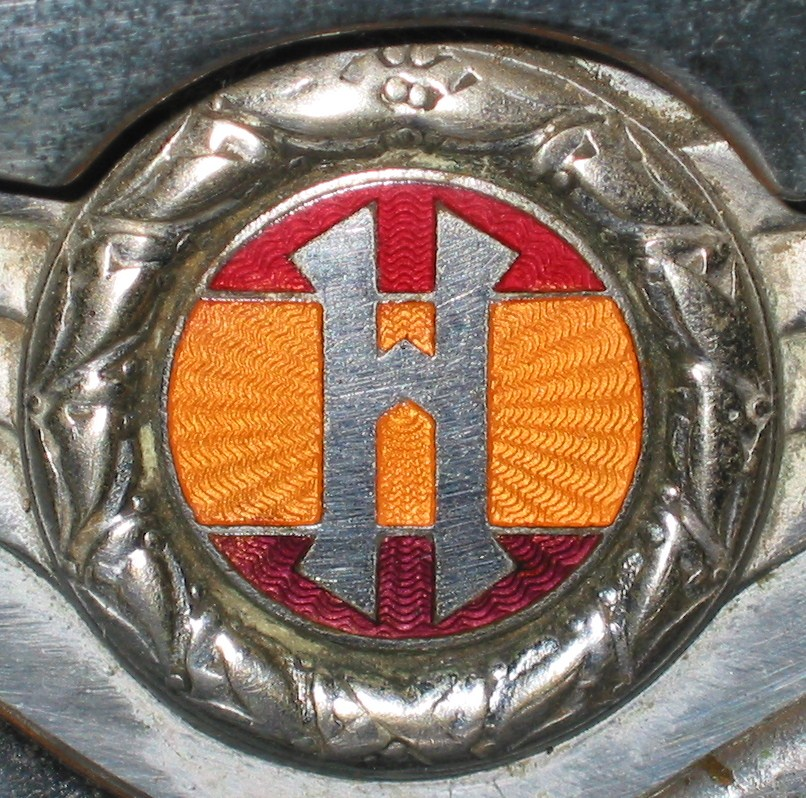
Logo "Hispano"

Dans les années 1920, le constructeur italien Fiat SpA voulu racheter la division automobiles et l'usine Hispano-Suiza de Guadalajara mais cela ne fut pas autorisé.
C'est au début de l'année 1931, que ce projet devint réalité. Fiat acheta 10 000 actions de « La Hispano », ce qui représentait 52 % du capital de la société d'une valeur de 3,9 millions de pesetas. La société pris le nom de Fiat Hispania mais conserva la marque Hispano.
L'usine "Hispano" de Guadalajara se préparait à commencer la fabrication de voitures FIAT sous licence. Deux modèles étaient prévus, la Fiat 514, une voiture de gamme moyenne équipée d'un moteur quatre cylindres et la Fiat 521, un modèle haut de gamme équipé d'un moteur six cylindres. La production estimée était de 7.500 véhicules par modèle et par an.
Le choix des voitures était pertinent. La Fiat 514 avait connu un grand succès depuis son lancement en Italie en 1929, remplaçante de l'ineffable Fiat 509, avec une mécanique fiable et moins chère que sa devancière. La Fiat 521, avec son moteur de  2,5 litres, était une voiture spacieuse, confortable et robuste, à un prix abordable. Ces deux modèles allaient pouvoir rivaliser avantageusement sur le marché espagnol contre les voitures américaines qui allaient subir la forte augmentation des droits de douane imposés par la loi Wais sur les véhicules d'importation.
"Monsieur le Président a informé le Conseil d'Administration qu'aujourd'hui il a définitivement convenu avec le F.N.A. la vente de dix mille parts de "La Hispano" et l'usine de Guadalajara dans les conditions déjà approuvées par le Conseil lors de sa dernière session".
C'est par ces simples mots, mentionnés dans les minutes du conseil d'administration de la société Hispano-Suiza qui s'est tenu à Barcelone le 17 février 1931, que l'on a appris la vente de la division automobile "La Hispano" et de l'usine de Guadalajara,  la F.N.A - Fàbrica Nacional de Automoviles à la société italienne Fiat.
Ainsi commença une étape très prometteuse pour l'usine mais, l'avènement inattendu de la République allait modifier ces plans.
Lee ingénieurs italiens avaient parfaitement planifié l'installation de l'outillage de production ce qui promettait un avenir radieux. La première voiture, une Fiat 514, sortit de l'usine début mai 1931, soit moins de 3 mois après l'achat de l'usine. Entre les mois de mai et août 1931, 300 exemplaires environ de modèle 514 furent fabriqués.
Le destin a voulu jouer un tour surprenant mais mémorable le 12 avril 1931, lors d'une élection municipale dont personne ne pouvait prévoir les conséquences. En fait, les résultats globaux ont donné un vote à la majorité pour 34 monarchistes. Ce résultat a fait ressurgir de fortes tensions sociales et créa beaucoup de confusion dans les milieux politiques. Une situation qui a conduit, seulement deux jours plus tard, à la proclamation de la Seconde République espagnole.
L'activité des ateliers automobiles de Fiat Hispania fut stoppée au profit d'une reprise de l'activité aéronautique et de matériel de guerre. La société fut définitivement liquidée en décembre 1935.

### S.I.A.T.
La S.I.A.T.-Societad Iberica de Automoviles de Turismo, a été créée le 22 juin 1940 à Madrid à l'initiative de banques espagnoles à hauteur de 75 % : Banaco Urquijo, du Banco Hispano Americano, de l'Español de Crédito et de Fiat pour 25 %. Son objet était la fabrication sous licence de la Fiat 1100-103 en Espagne, frappée par les sanctions internationales après l'arrivée au pouvoir du général Franco et sa dictature.
Mais l'intervention de l'INI vint bouleverser les plans de la future société. L'INI voulait disposer de 60 % du capital et laisser Fiat à 25 %, les banques auraient dû prendre le reste. Devant le blocage administratif créé par l'INI et le changement perpétuel d'interlocuteurs qui fit perdre un an et demi en négociations stériles, en 1942, Fiat proposa de créer directement une société en Espagne dont INI aurait 51 % du capital au démarrage, avec un droit de rachat du solde du capital en plusieurs tranches par Fiat ultérieurement. Le directeur de l'INI, Suanzes, refusa mais dû démissionner le 30 juillet 1943. Le projet fut suspendu jusqu'à la fin de la Seconde Guerre mondiale mais fut repris ensuite et aboutira à la création de la S.E.A.T. en 1950 avec l'aide de Fiat.
La société SIAT ne fut jamais opérationnelle.

### SEAT, licencia Fiat

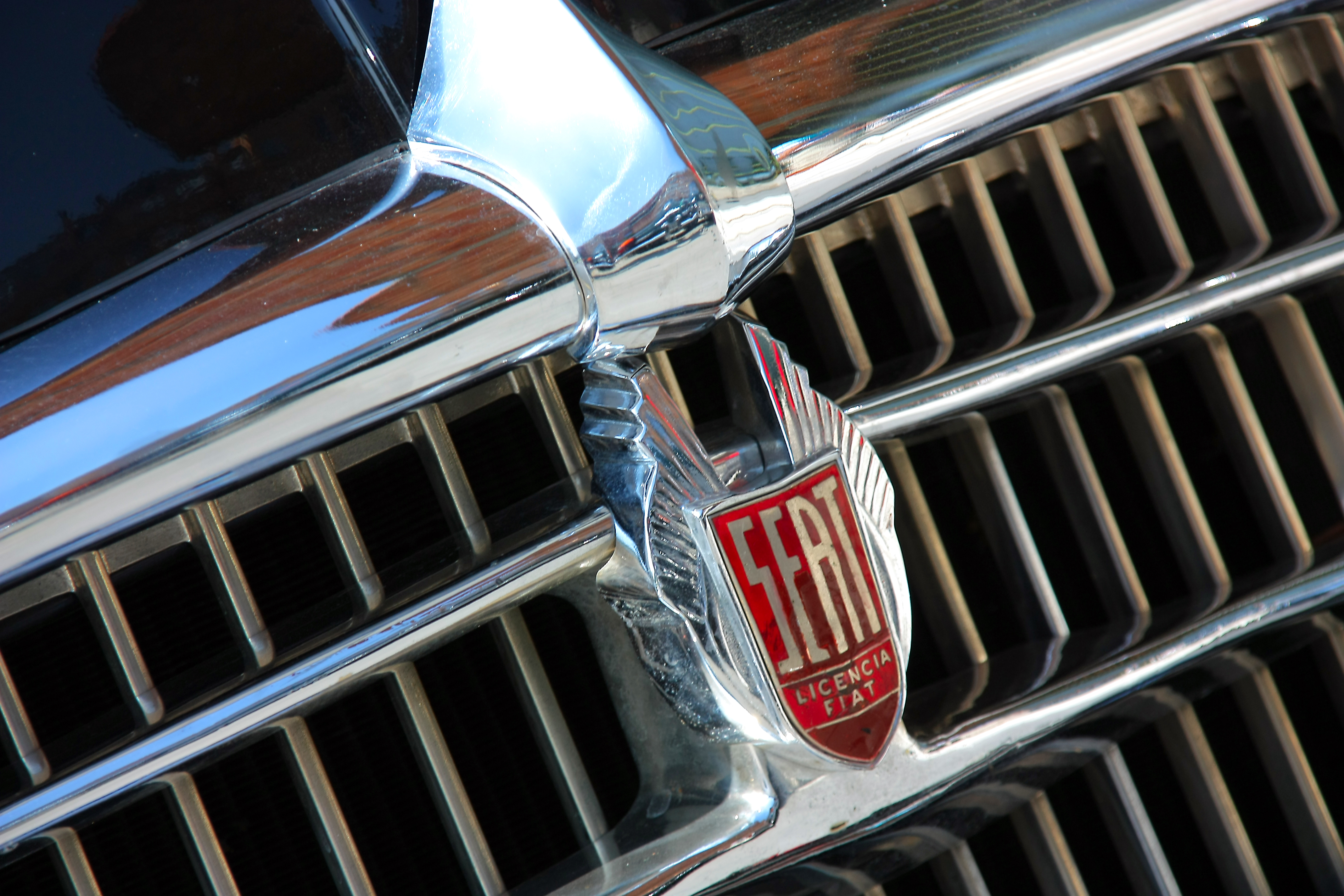
Logo SEAT sur la calandre de la Seat 1400

Lors de la création de la société le 9 mai 1950, Fiat avait une participation de seulement 7 % du capital. En 1967 Fiat disposait de 36 % du capital et passa à 50 % en 1975. En 1982, le refus de recapitalisation de la part de l'État espagnol pour compenser les lourdes pertes accumulées par SEAT conduiront Fiat à revendre sa participation pour une peseta symbolique chaque action à l'INI qui se tournera vers Volkswagen pour devenir son sous-traitant et lui céder en 1986 la société pour un montant frisant le ridicule.
Durant les années 1950 à 1970, la société SEAT fabriquera en Espagne 5,5 millions de voitures sous licence Fiat. En 1958, Fiat a célébré le 40e anniversaire de sa présence en Espagne.
De 1961 à 1963, les tracteurs agricoles Fiat 211R, 411R et 421R ont été fabriqués sous licence par la société "Vehiculos Industriales y Agricolas SA" à Saragosse. La production sera par la suite transférée à San Fernando, dans la province de Cadix.

### La reprise de Pegaso

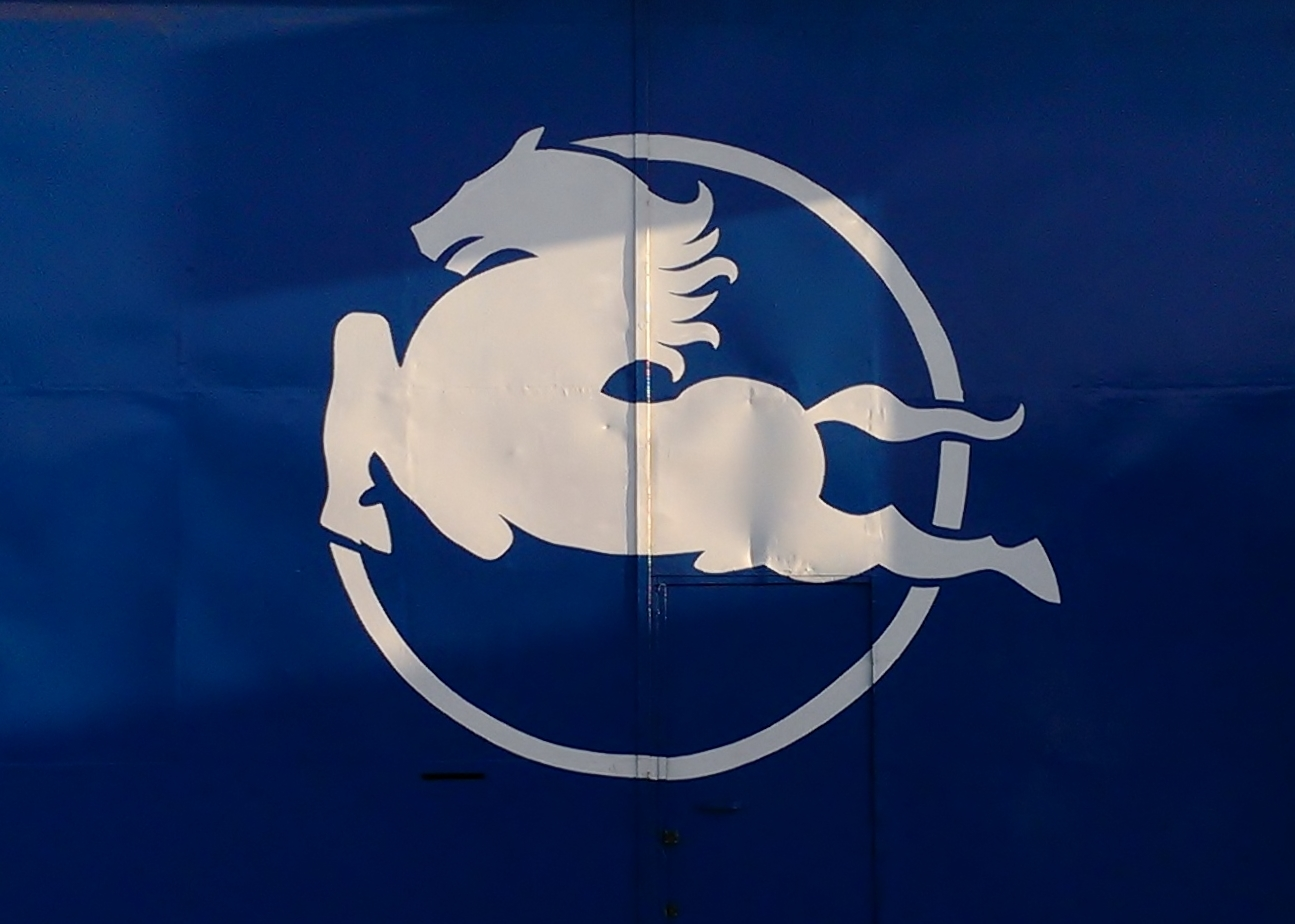
logo Pegaso

Comme tous les pays appartenant à l'Europe, l'Espagne engagea une campagne de privatisation des sociétés nationalisées dont Pegaso, filiale d'ENASA. Le processus de vente de la société Pegaso fut entrepris en 1989. Plusieurs constructeurs étaient candidats dont des Japonais dont les offres ont été refusées car ne faisant pas partie de la zone commune européenne. L'adjudicataire fut un consortium allemand composé de MAN et Daimler-Benz qui devait débourser 28,8 milliards de pesetas pour 80 % de la société et de ses usines, avec un engagement à maintenir la marque.
Toutefois, la Commission européenne mis un véto à cette vente pour des raisons de concurrence, exigeant que seule une de deux sociétés rachète Pegaso. Les deux constructeurs allemands ont retiré leur offre d'achat sans explication.
Cette décision imprévue a forcé l'INI à reprendre les offres des autres candidats au rachat : Volvo Trucks, DAF et Iveco et retenir la meilleure offre suivante, celle d'Iveco qui a déboursé 1,2 milliard de pesetas pour 60 % de la société avec possibilité de racheter le solde sous cinq ans, ce qui fut fait.